# Laurențiu Ivan
Laurențiu Marin Ivan (sinh ngày 8 tháng 5 năm 1979) là một cầu thủ bóng đá người România thi đấu cho Dacia Unirea Brăila ở vị trí hậu vệ.